# Stefanovszky család
A Stefanovszky család galíciai-lengyel eredetű, Magyarországra költözött köznemesi család.

## Eredete
A Stefanovszky család lengyel köznemesi származású a galíciai-lengyel határon fekvő Sandomierz vajdaságból (ma Szentkereszt vajdaság), mely később az Osztrák–Magyar Monarchia része lett. Első említett tagja Stefanowski Jan (meghalt 1606 Vilnius, Litvánia), Báthory Istvánnak, az egy időben Krakkóban székelő erdélyi fejedelem és lengyel király kincstári írnoka is volt.
A Stefanowski Vinzenz és Michael-t 1781. szeptember 16-án jegyezték be Lembergben a galíciai nemesek lajstromába. A Stefanowski család a Syrokomlai (Sirokomli) címert használta,  
A Magyar Királyság területén, a Felvidéken 1629-ben jelentek meg az első Stefanowskiak. A családnév – hamarosan Stefanovszky írásmódban – az első világháborúig folyamatosan megtalálható a felvidéki anyakönyvekben. A török kiűzése utáni betelepítésekkor, 1752-től a Duna menti Bácskertesben (ma Kupuszina, Szerbia) tűnnek fel a Stefanovszkyak. Az első világháborút követően a Bácska elcsatolása után helyeződött át a család története a mai Magyarország területére.

## Története a világháborúk körüli években
Stefanovszky József (1850-1915) 3 felnőttkort megélt fia Magyarország területére költözött; lánya, Erzsébet Kupuszinában maradt és ott alapított családot (Tamási Józsefné).
Stefanovszky Mihály (1887 - ?) Dunaszentgyörgyön alapított műbútorasztalos műhelyet, a testvérek kapcsolata megszakadt vele.
Stefanovszky Jenő (1883 – 1944)
a vendéglátóiparban futott be karriert a Balaton környékén. 1906-ban Budapesten a Dob utcában volt italmérése, majd leköltözött a Balatonhoz, melyet akkoriban fedezett fel magának az úri közönség s kezdett nagy ütemben fejlődni. Először 1914-től a balatonfüredi Eszterházy-szállót bérelte és ütemeltette. 1920-ban öccsével, Dezsővel együtt vendéglőt béreltek Veszprémben (Vas Gerben utca 3.). Majd1923 és 1934 júniusa  között a veszprémi Korona szálló bérlője volt. A város tulajdonában álló Korona szállót Veszprém legelőkelőbb vendéglátóipari épületegyütteseként tartották számon  (ma: Megyeháza, a Petőfi Színház szomszédságában). A feleségével, Kakas Erzsébettel (1886-1862) közösen vezetett szálló és étterem híres volt mértéktartó eleganciájáról, kényelmes berendezéséről, színvonalas kiszolgálásról, jó cigányzenéjéről. Itt tartották a városi iparos bálokat, rendszeresen fogadtak budapesti turistacsoportokat, és 1925-ben Horthy kormányzónak,Veszprémbe látogatása tiszteletére itt adtak 300 személyes fogadást. Jenő követte a modernitást: a 20-as évek végén Chevrolet bemutatóhelyiség működött a szállóban (General Automobilkereskedelmi Rt.) illetve az 1927-ben a Királyi Magyar Automobil Club által megrendezett nemzetközi magyar turaút veszprémi szakaszán vendéglősként működött közre.
Stefanovszky Jenő lányainak, Irénnek (1915-1995) és Magdának (1916-1956) a legjobb neveltetést szánta, több nyelven beszéltek, zenét tanultak; a kőszegi evangélikus lánygimnáziumba majd a gráci líceumba jártak. Fia, József (1917-1920) gyermekként meghalt.
Stefanovszky Jenő 1932 és 1935 között ingatlanokat vásárolt Lovas község területén - főként a Varjas családtól -: lakóhelyet a falu központjában és nagy szőlőterületeket a környező dombokon. Köztük a ma Lovas Csárdaként működő ingatlant, mely korábban a Stefanovszky-villa volt. Szőlőtermelőként és borkereskedőként tevékenykedett; több helyi borversenyen eredményesen szerepelt. A 2.világháború alatt Lovason lakott feleségével és lányával Magdával. Idősebbik lánya  Stefanovszky Irén már 1938-ban feleségül ment ifj kapuvári Varjas Géza, lovasi nagybirtokoshoz. 
Utolsó éveiben nagyobb telket vásárolt Veszprém belvárosában, az akkori vasútállomás mögött (ma a Plaza területe), vélelmezhetően szállodát akart építeni a háború elmúltával.
1944-ben halt meg Lovason, később hamvait - a család üldöztetése miatt - átszállíttatták Székesfehérvárra.
Stefanovszky Dezső (1891-1960)
szálloda- és mozgóképszínház tulajdonos volt Tabon. 
bátyjához hasonlóan Kupuszinából indulva vendéglátósként bejárta a Monarchia számos részét. A háborúban az orosz fronton teljesített szolgálatot 1914-től, ahol hősies magatartásáért kisezüst és bronz vitézségi érmet valamint német vaskeresztet kapott.
Testvérével, Jenővel együtt dolgozott Veszprémben és Balatonfüreden is, majd önállósodott és 1924-ben Tabra költözve vendéglőt és mellé – korában igen modern szemlélettel – mozgóképszínházat épített. Sikeres üzletembernek számított a faluban, és meglehetős elismertségre tett szert a két világháború között.
Három gyermeke született Dezső (1920-2000), Ilona (1925-1981) és Erika (1934 -2015)

## Története a második világháború után
Stefanovkszky Jenő Lovason élő özvegyét és Magda lányát, valamint a velük rokonságban lévő Varjas családot 1949-ben kuláknak minősítették, és az állam javára bekebelezték ingatlanjaikat. Többször kértek felülvizsgálatot a kulák minősítésre, hiszen földjeiket elvesztették, de a szállodás múltjukra való tekintettel ezt minden esetben elutasították. Az osztályidegen minősítés 1956 után is megmaradt.
Stefanovszky Magda 1949-ben feleségül ment Lovasi Jenő (korábban Strumperger Jenő), volt főhadnagyhoz, aki anyai ágon a lovasi Balogh család leszármazottja volt. Két kislányuk született Magdolna Andrea (1951 - ) és Judit (1953- ). Magda az egzisztenciális ellehetetlenítés és a folyamatos zaklatások miatt súlyos ideg-összeroppanást kapott és kórházba került. Majd a szombathelyi szanatóriumban halt meg 1956 tavaszán. Férje, Lovasi Jenő, a Községi Forradalmi Tanács elnöke 1956 november 10-én - tisztázatlan körülmények között - meghalt. Özv Stefanovszky Jenőné a Varjas családdal és az unokákkal Székesfehérvárra illetve Velencére menekült. Irénnek két fia született, az idősebbik Dr Varjas Géza, 1969-től az Országos Onkológiai Intézet vezető fizikusa, Budapesten él.
Stefanovszky Jenő dédunokája (Magda unokája), 2019-ben visszavásárolta a lovasi faluközpontban lévő, a család tulajdonában legtovább megmaradt, sokáig Stefanovszky-házként emlegetett ingatlant.
Stefanovszky Dezsőt a 2. világháborút követően ugyancsak kulákká nyilvánították és az éttermet a mozival együtt elvették. A mozi tulajdonjogát át kellett adni a a Kaposvári Mozgóképüzemi Vállalatnak, bár az üzemeltetés továbbra is a család feladata maradt. 1952-ben rendelettel az összes vagyonuktól megfosztották őket. Kifosztásukat követően lányukkal, Stefanovszky Ilonával és annak családjával Sztálinvárosban (ma: Dunaújváros) költöztek és ott fejezték be életüket; unokája, Stefanovszky Ildikó (1946-2007) sikeres ügyvéd lett Budapesten.
Kisebbik lánya, Stefanovszky Erika - mint osztályidegen család tagja – tanulmányait kénytelen volt fiatalon megszakítani, a vendéglátóiparban dolgozva sikeres karriert futott be, majd később Németországba ment férjhez. Nem sokkal halála előtt, 2011-ben haza költözött Magyarországra.
Ifj. Stefanovszky Dezső fiatalon csonttuberkulózisban szenvedett, amiből nagy részben Ilona gondos ápolásának köszönhetően 6 év után felépült. Mozgófényképüzemi üzemvezetői képesítést szerzett és a családi moziban dolgozott Tabon, mellette gyümölccsel kereskedett. A világháborúba nem kellett bevonulnia, a háború alatt sikeres kereskedelmi tevékenységeket folytatott a család fenntartása érdekében. A háború után, mint osztályidegent az ÁVH megfigyelés alatt tartotta, antibolsevista beállítottsága több ízben elítélték. Röplapokat terjesztett, antibolsevista katolikus ifjúsági tábort és kommunista ifjúsági megmozdulásokat  szervezett. Összesen 5 év 9 hónapot töltött börtönben főként Vácott és Kistarcsán, vaskos aktával rendelkezett az ÁVH-nál. 1956 augusztusában szabadult, majd 1956 november 14-én gyalogszerrel Ausztriába emigrált. Nyelvtudásának köszönhetően szakácsként és segítőként dolgozott menedékházakban, majd 1961-ben megkapta az osztrák állampolgárságot. Sikeres vállalkozásba kezdett kemikáliákkal és állatgyógyászati eszközökkel. Magyarországon 1986-ig állambiztonsági szempontból nemkívánatosként tartották nyilván.